# Amtady, Bantval
Amtady là một làng thuộc tehsil Bantval, huyện Dakshina Kannada, bang Karnataka, Ấn Độ.